# Giovanni Abagnale
Giovanni Abagnale (ur. 11 stycznia 1995 w Gragnano) – włoski wioślarz, brązowy medalista olimpijski z Rio de Janeiro.
Zawody w 2016 były jego pierwszymi igrzyskami olimpijskimi. W Brazylii zajął 3. miejsce w dwójce bez sternika, osadę tworzył także Marco Di Costanzo.